# 善勝皇后
善勝皇后，是道教尊神玄天上帝之母，淨樂國（乃奎婁星之下海外仙國，上應龍變梵度天）的皇后。善勝皇后在夢中吞下一道日光，於是發覺自己身懷有孕，懷胎十四個月後，於開皇元年，甲辰之年初三日午時將聖子誕於王宮，從母親的左脇降生。當生之時，異香瑞雲，地皆金色。聖子生而神靈，長而勇猛，他不統王位，唯獨專註於修行，只為了輔助玉帝。聖子在十五歲時離開父母，受西國紫玄元君（另一說是玉清聖祖紫虛元君，《北遊記》是斗母元君）無極上道，越過東海，歷翼軫星，在武當山修道四十二年，後來功成果滿，白日昇天，被玉帝封為玄武，敕鎮北方，統攝真武之位，以斷天下妖邪。
玄帝拜玉虛師相玄天上帝號之後，上帝追贈崇封玄帝聖父日：淨樂天君明真大帝；聖母日：善勝天后瓊真上仙。可加封「聖父淨樂天君明真大帝」為「啟元隆慶天君明真大帝」，可加封「聖母善勝天后瓊真上仙」為「慈寧玉德天后瓊真上仙」。
善勝皇后也在神魔小說《北遊記》中登場，善勝皇后在御園燒夜香向上天求子，忽然睡去，於是一道金光投入皇后腹中。皇后即夢見吞一紅日入腹，身懷有孕。不覺十個月滿，開皇二十五年三月初三日午時，皇后生下太子，太子在后肋撞出，皇后氣絕。妙樂天尊念動咒語，即吹氣入皇后左肋，皇后才漸漸返魂，區省人事。
善勝皇后和太元聖母、玄妙玉女、斗姥元君、寶月光皇后、玉清神母元君同樣也是誕下神之子嗣的聖母。她的封號為聖母善勝天后瓊真上仙（與聖父淨樂天君明真大帝相對應），與斗姥元君、媽祖同樣享有“天后”的尊號。